# Tina Cheri
Tina Cheri (ur. 23 października 1973 w Missisipi) – amerykańska aktorka pornograficzna. Występowała także jako Tina Cherrie, Tina Cherry i Tina Cherri.

## Życiorys
Urodziła się 23 października 1973 w Memphis w stanie Tennessee. Dorastała w Missisipi. Jej pierwszą pasją była muzyka i przez krótki czas śpiewała.
W 1995 roku, w wieku 22 lat wystąpiła po raz pierwszy w produkcjach porno Big Top Video: Girls Around The World 24 i Busty Debutantes. Wkrótce podpisała kontrakt z Metro Entertainment i występowała m.in. w produkcjach: Backseat Driver 12 (2000)/Bad Ass Bridgette 2 (2007) z Bridgette Kerkove, Brianem Surewoodem i Tyce Bune.
Pojawiła się także w filmie The Naked Monster (2005).

## Nagrody i nominacje
| Rok  | Nagroda     | Kategoria                                      | Film                       | Inni wykonawcy                             | Rezultat  |
| ---- | ----------- | ---------------------------------------------- | -------------------------- | ------------------------------------------ | --------- |
| 2000 | Venus Award | Najlepsza aktorka (USA)                        | –                          | –                                          | Wygrana   |
| 2001 | AVN Award   | Najlepsza scena seksu samych dziewczyn - wideo | Babes Illustrated 8 (2000) | Bobbi Barron, Emily, Coral Sands i Felecia | Nominacja |